# Криве (Козівська селищна громада)
Криве́ — село в Україні, у Козівській селищній громаді Тернопільського району Тернопільської області. Розташоване на південному заході району. До 2020 - центр Кривенської сільради, якій було підпорядковане село Йосипівка. У зв'язку з переселенням жителів хутір Корчунок виключений із облікових даних. 
Населення — 1223 особи (2003).

## Історія
Перша згадка датується 1626 роком. Перша назва села Хомене, яке знаходилось з заходу під лісом, його спалили татаро-монголи в 1626 році.
Діяли українські товариства «Просвіта», «Луг», «Сокіл», «Союз українок», «Рідна школа», «Сільський господар».
12 червня 2020 року, відповідно до розпорядження Кабінету Міністрів України № 724-р «Про визначення адміністративних центрів та затвердження територій територіальних громад Тернопільської області» увійшло до складу Козівської селищної громади.
19 липня 2020 року, в результаті адміністративно-територіальної реформи та ліквідації Козівського району, село увійшло до складу Тернопільського району.

## Населення
За даними перепису населення 2001 року мовний склад населення села був таким:
| Мова       | Число ос. | Відсоток |
| ---------- | --------- | -------- |
| українська |           | 99,59    |
| російська  |           | 0,16     |
| вірменська |           | 0,16     |

Місцева говірка належить до наддністрянського говору південно-західного наріччя української мови.

## Релігія
- церква Покрови Пресвятої Богородиці (1822, УГКЦ).

## Пам'ятники
Споруджено пам'ятники воїнам-односельцям, полеглим у німецько-радянській війні (1984), П. Федоріву (1995, Пам'ятний хрест на честь скасування панщини, встановлено пам'ятний хрест на честь скасування панщини (реставровано 1990), меморіальну таблицю на будинку, у якому жив П. Федорів (2000), насипані символічні могили УСС, І. Шанайді та його дружині (1995), збереглися могили вояків УПА, двох перепоховано.

## Соціальна сфера
Діють загальноосвітня школа І-ІІ ступенів, клуб, бібліотека, ФАП, торговельні заклади, на громадських засадах

## Відомі люди
У Кривому народилися:
- Галаса Михайло-«Птах» — (окружний провідник ОУН Тернопільщини)
- Микола Волощук - художник і поет
- скульптор Р. Дяківський,
- проф., диригент П. Костів,
- художник, меценат М. Курне,
- композитор, диригент ,Мирон Федорів
- художники Б. та Олег Федорів,
- письменниця Т. Федорів,
- діячі ОУН та УПА П. Федорів та І. Шанайда,

## Галерея

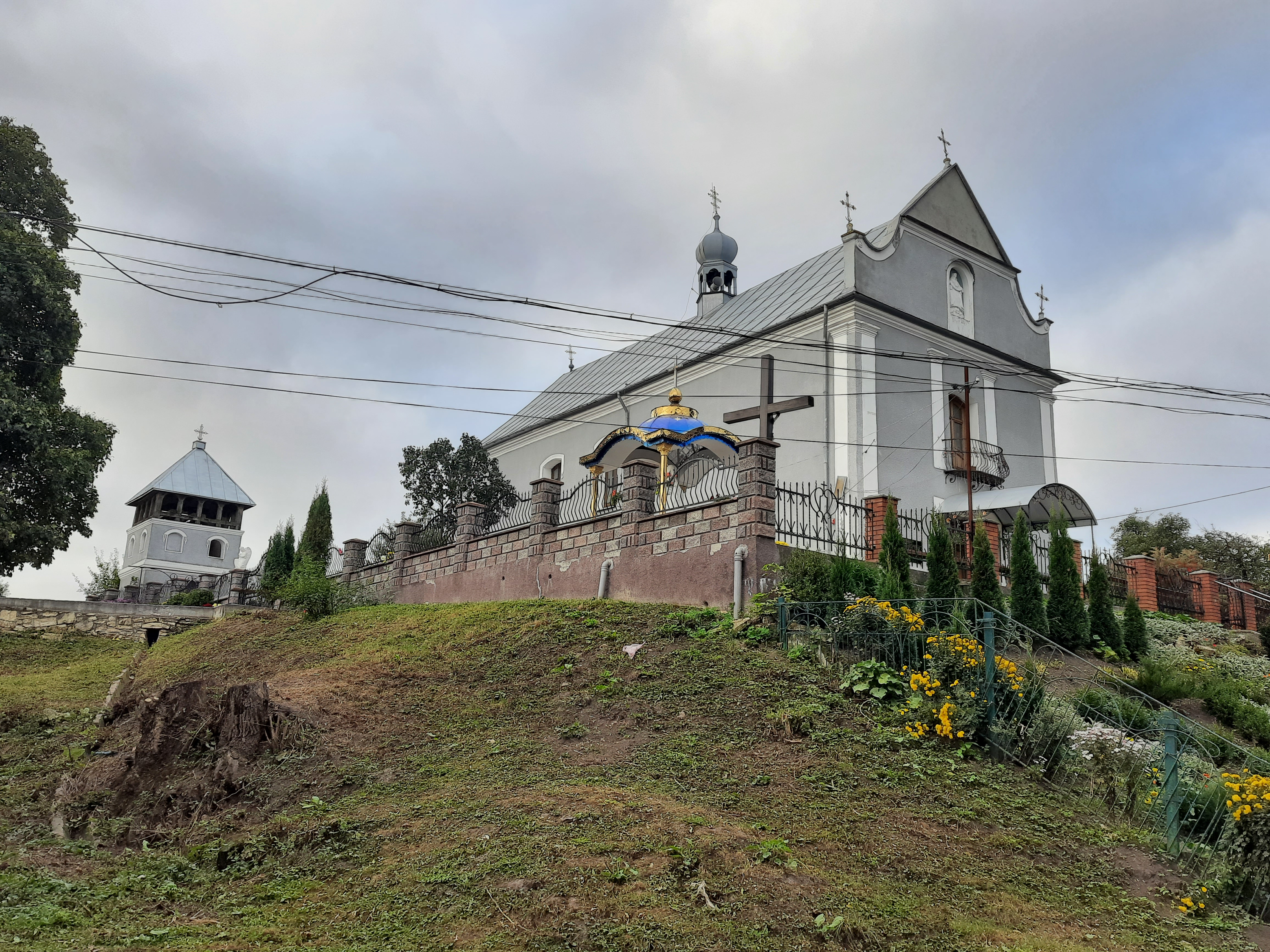
Церква Покрови Пресвятої Богородиці
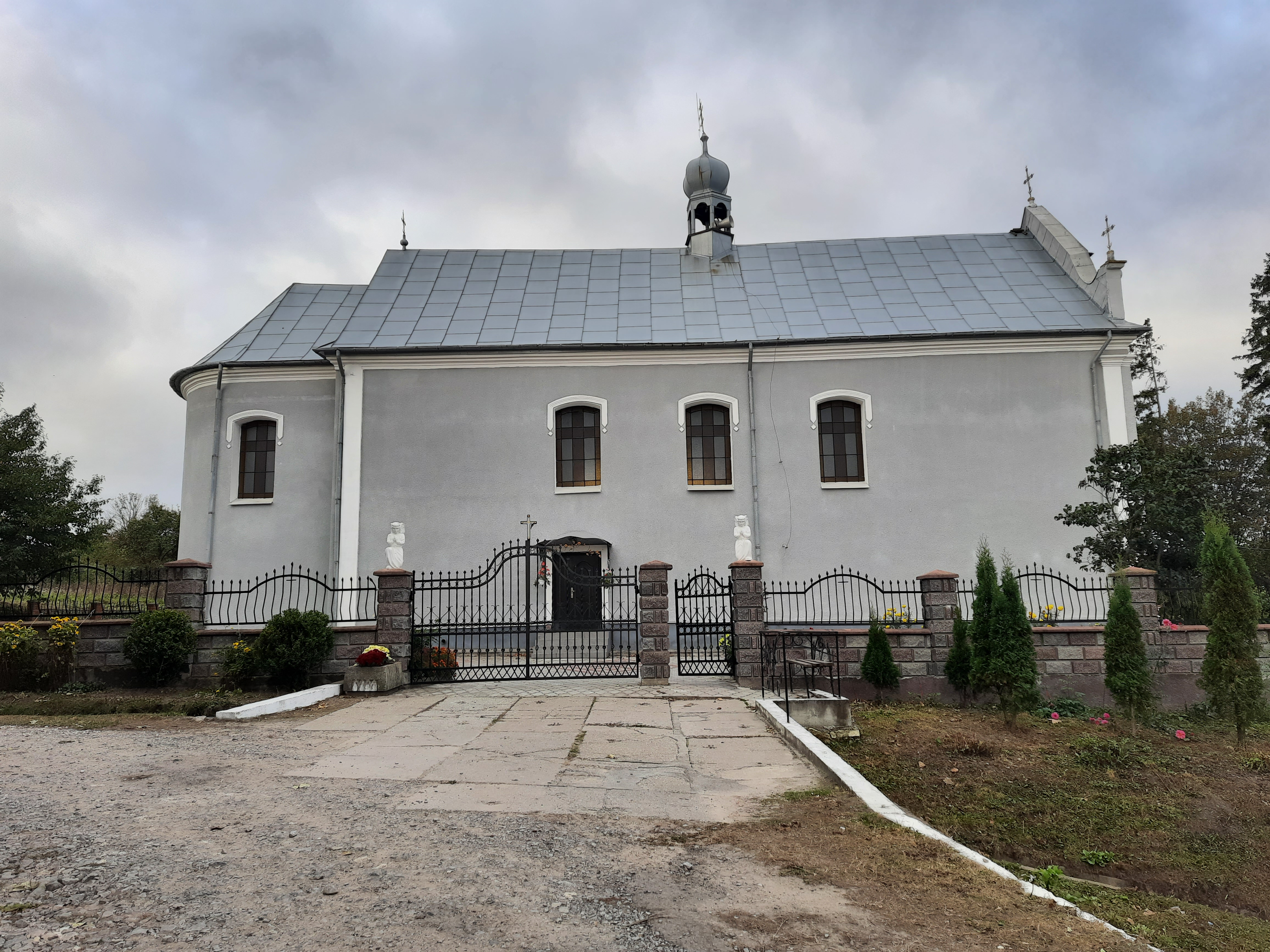
Церква Покрови Пресвятої Богородиці
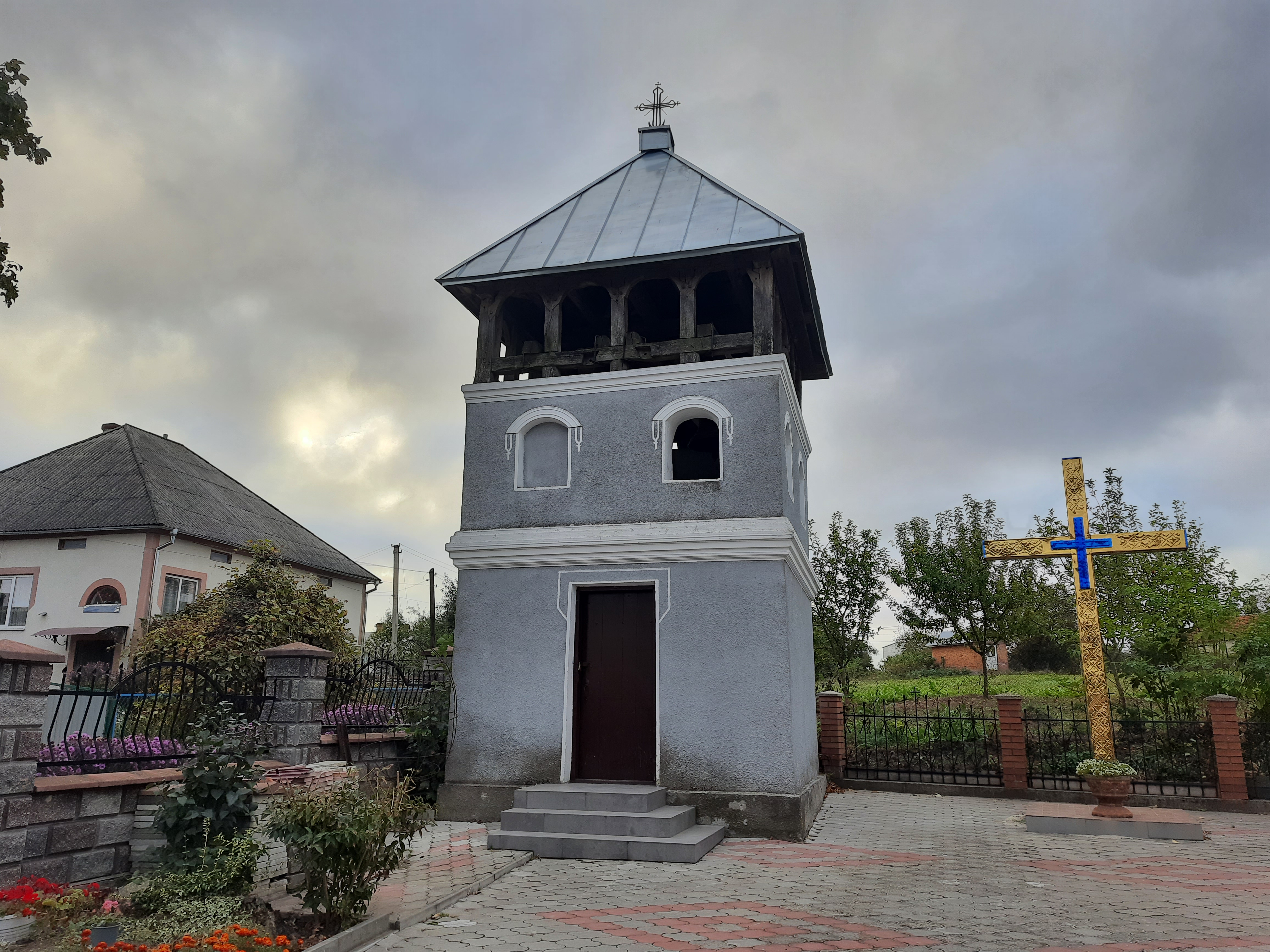
Дзвіниця церкви Покрови Пресвятої Богородиці
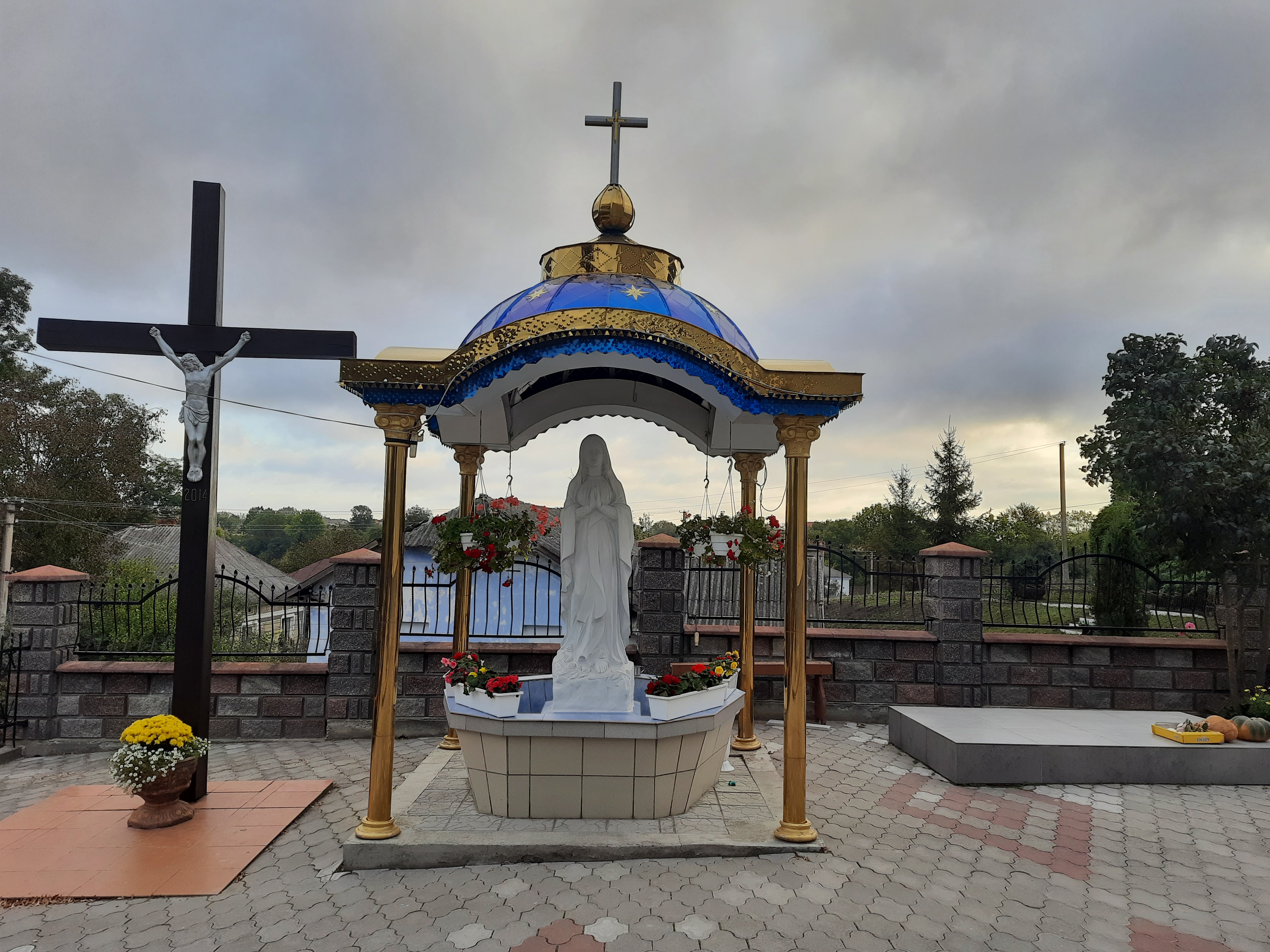
Статуя Божої Матері
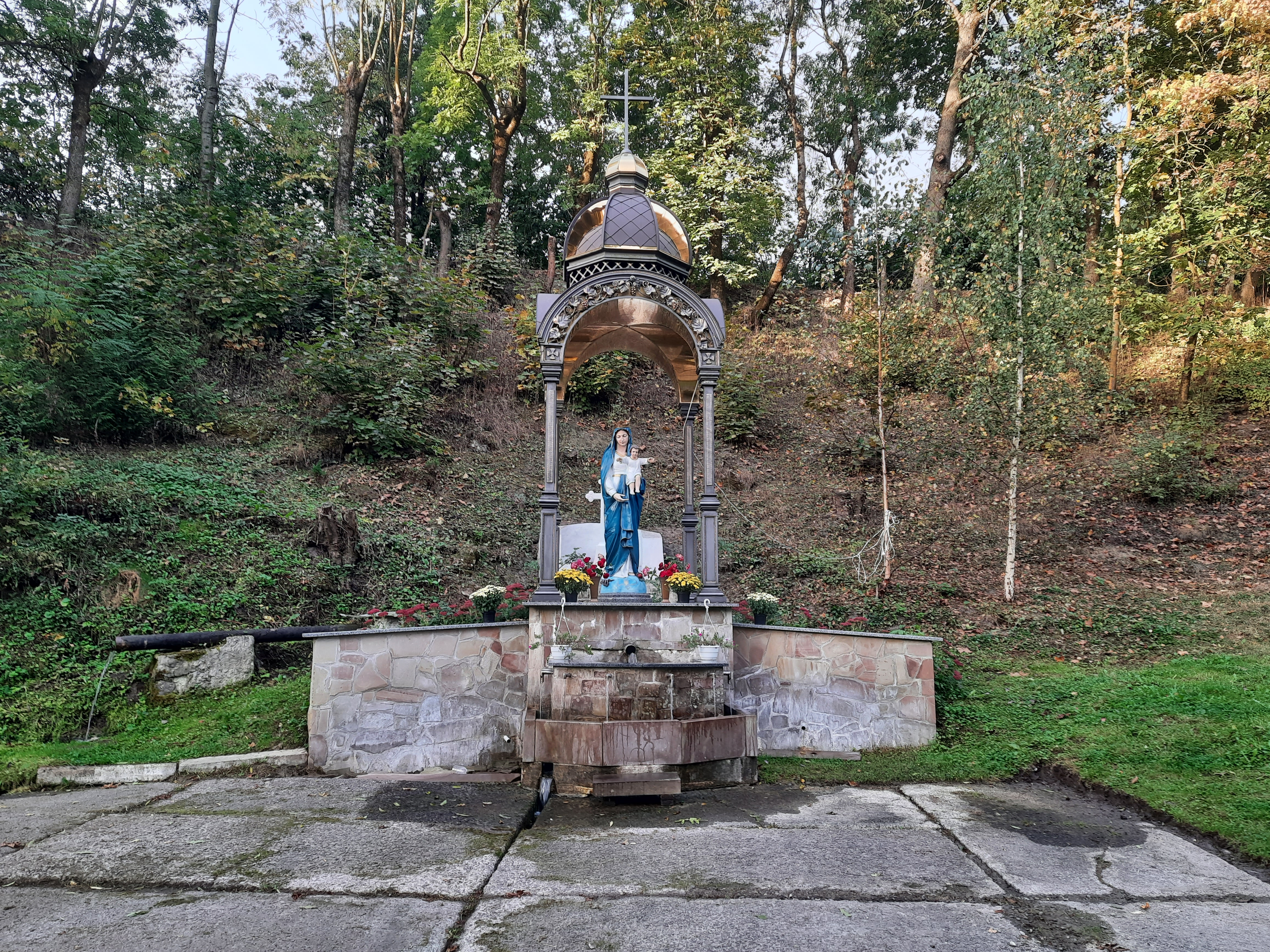
Капличка біля джерела
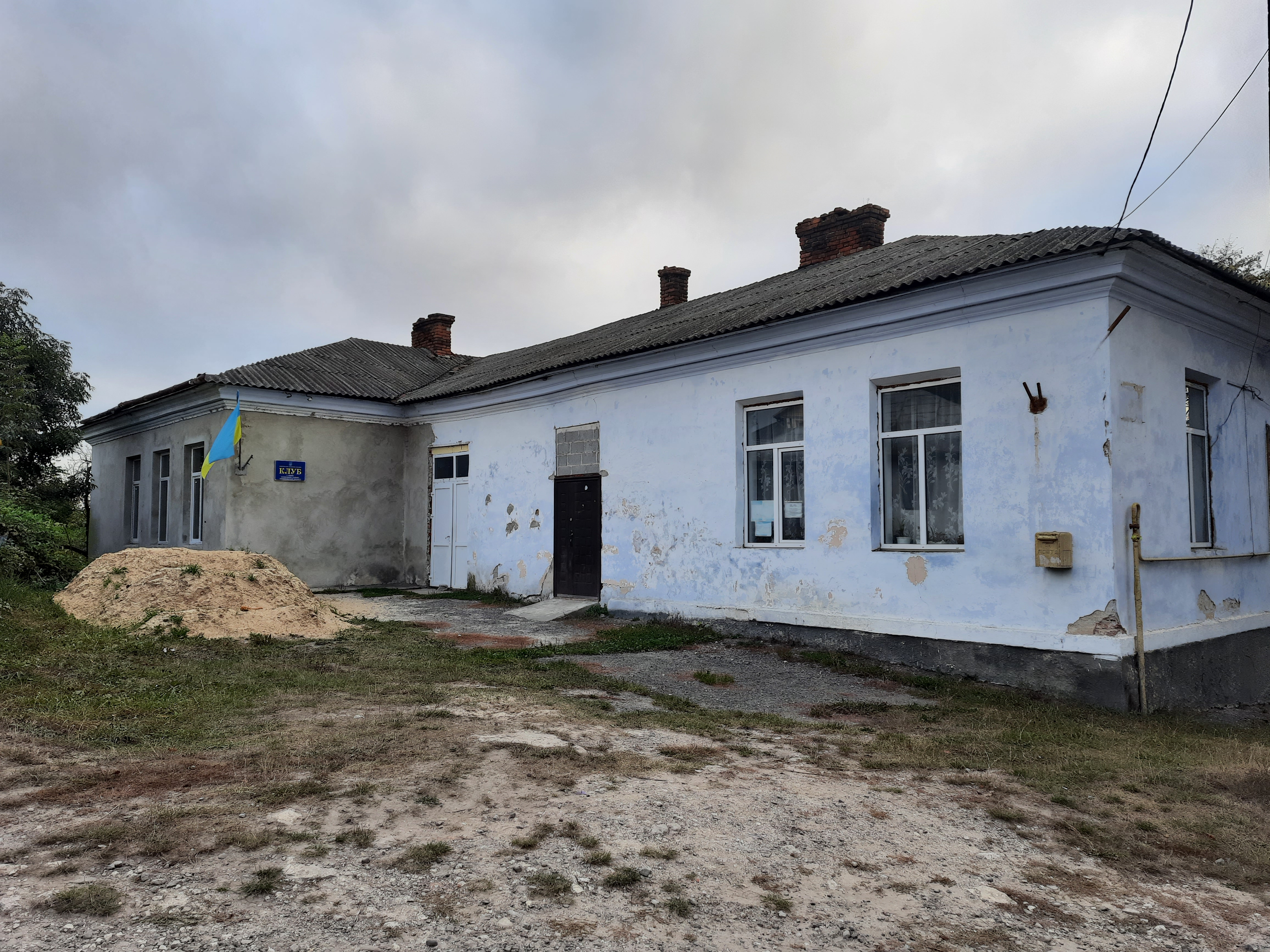
Клуб
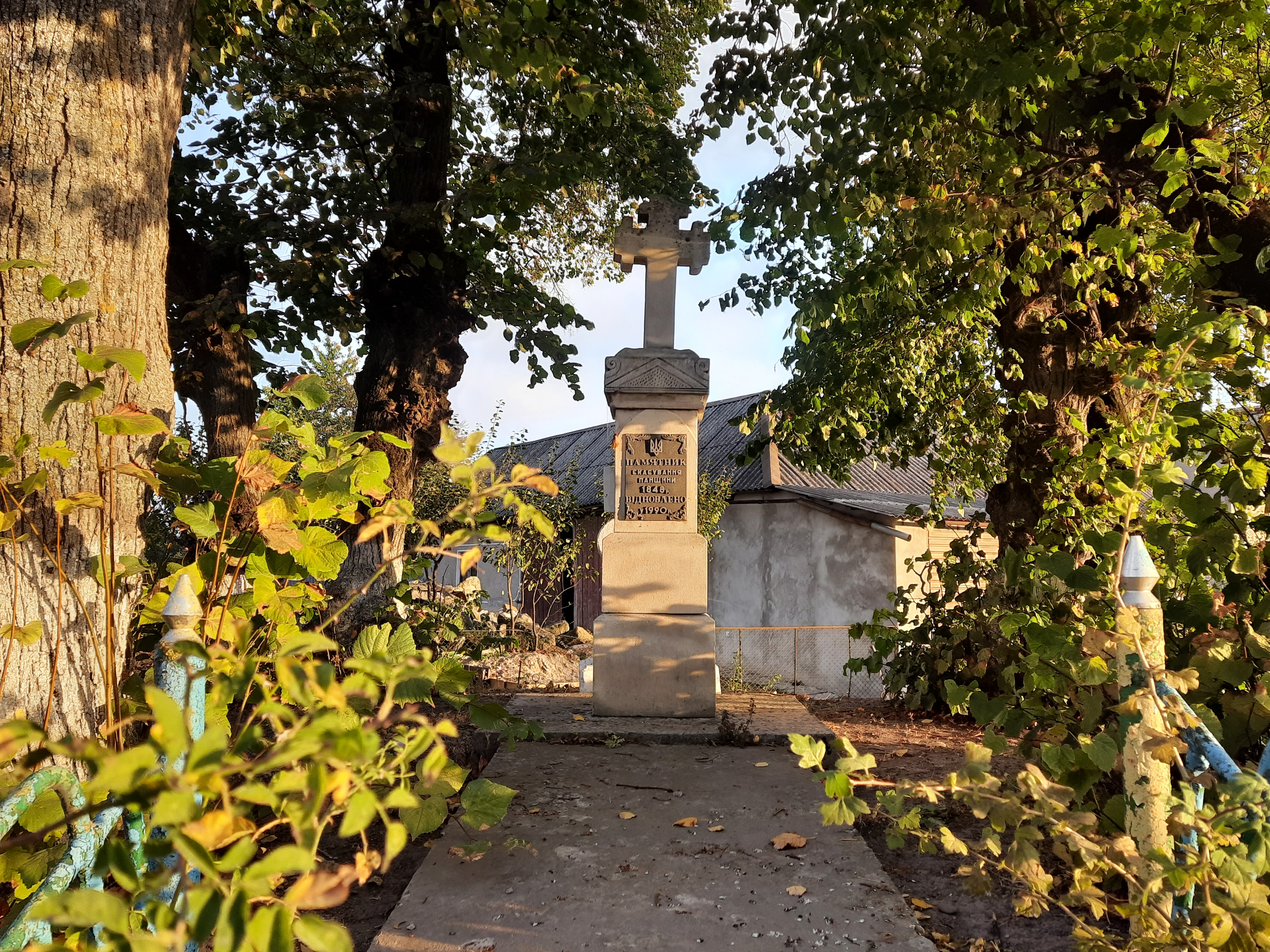
Пам'ятний хрест з нагоди скасування панщини
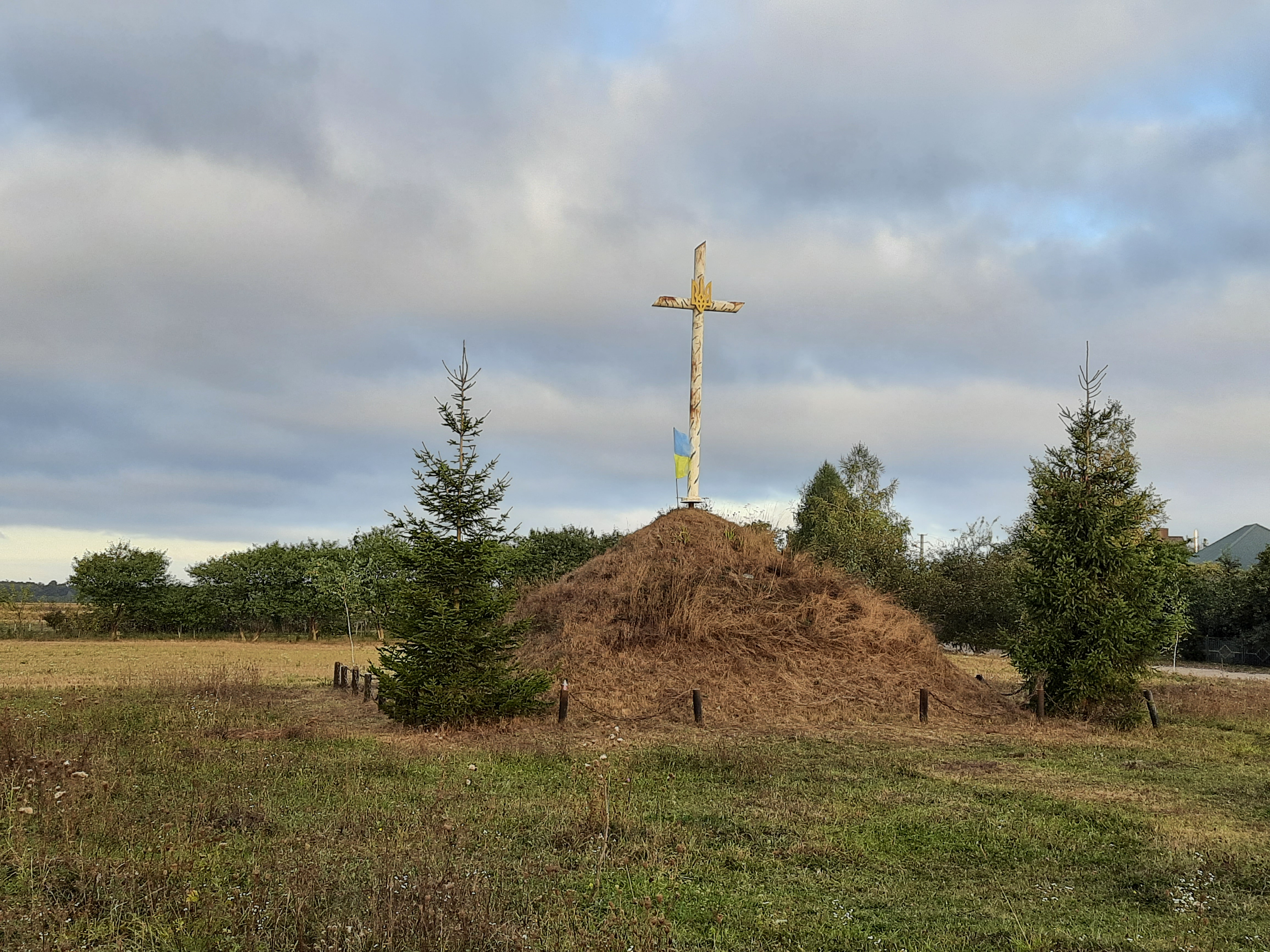
Символічна могила Борцям за волю України
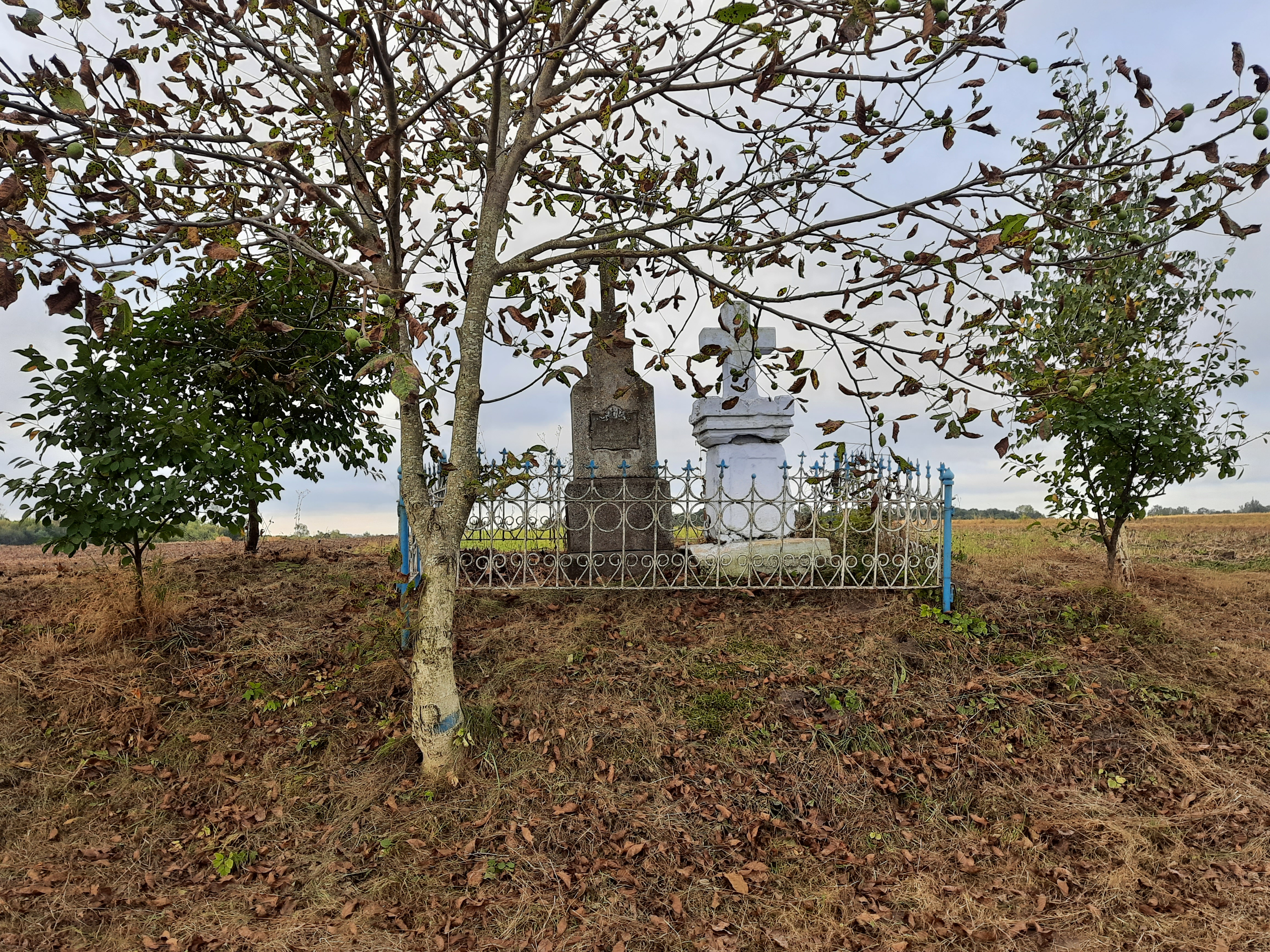
Пам'ятні хрести на околиці села